# Singapur en los Juegos Olímpicos de Londres 1948
Singapur estuvo representado en los Juegos Olímpicos de Londres 1948 por un deportista masculino que compitió en atletismo.
El equipo olímpico singapurense no obtuvo ninguna medalla en estos Juegos.